# Babiyachaur (Surkhet)
Babiyachaur – gaun wikas samiti w zachodniej części Nepalu w strefie Bheri w dystrykcie Surkhet. Według nepalskiego spisu powszechnego z 2001 roku liczył on 1337 gospodarstw domowych i 7063 mieszkańców (3611 kobiet i 3452 mężczyzn).